# Robert T. Morrison
Robert Thornton Morrison (* 30. September 1918 in Lima (Ohio); † 25. April 2010 in Morristown (New Jersey)) war ein US-amerikanischer Chemiker (Physikalische Organische Chemie).
Er wuchs in Springfield (Ohio) auf und besuchte dort das Wittenberg College mit dem Bachelor-Abschluss 1939. Danach ging er an die University of Chicago, an der er 1944 bei Morris S. Kharasch mit der Arbeit The effect of metallic halides on certain Grignard reactions promoviert wurde. Im Zweiten Weltkrieg war er Radaroffizier bei der US Navy und nach einer Zeit als Post-Doktorand an der Northwestern University war er von 1948 bis zu seinem vorgezogenen Ruhestand 1968 Professor an der New York University. 
Er ist vor allem bekannt als Autor eines Lehrbuchs der Organischen Chemie mit Robert N. Boyd, das zuerst 1959 erschien. Es war in den USA ein Standard-Lehrbuch, ging durch sechs Auflagen und wurde in mehrere Sprachen übersetzt. Mit über 2 Millionen verkauften Exemplaren war es das meistverkaufte Lehrbuch der Organischen Chemie.
Er war verheiratet und hatte zwei Söhne und eine Tochter.

## Schriften
- Morrison, Robert N. Boyd: Lehrbuch der Organischen Chemie, 3. Auflage, Verlag Chemie, Weinheim 1986, ISBN 3-527-26067-6.
  - Zuerst als Organic Chemistry, Boston: Allyn and Bacon 1959, 6. Auflage Prentice-Hall 1992